# 北郷村 (栃木県)
北郷村（きたごうむら）は栃木県の南西部、足利郡に属していた村である。

## 地理
- 河川：袋川、新袋川、田島川、名草川

## 歴史
- 1889年（明治22年）4月1日 町村制施行により周辺8村（菅田村、利保村、江川村、田島村、椛崎村、大月村、月谷村、名草村）が合併し足利郡北郷村が成立。
- 1922年（大正11年）4月1日 北郷村から名草村が分立。
- 1954年（昭和29年）11月1日 名草村とともに足利市へ編入され消滅。

## 行政
- 北郷村長

| 代 | 氏名         | 就任                       | 退任                       | 備考 |
| -- | ------------ | -------------------------- | -------------------------- | ---- |
| 1  | 相場富八     | 1889年（明治22年）4月27日  | 1895年（明治28年）9月9日   |      |
| 2  | 松村半兵衛   | 1895年（明治28年）11月10日 | 1896年（明治29年）3月30日  |      |
| 3  | 山藤仙之助   | 1896年（明治29年）7月7日   | 1899年（明治32年）9月27日  |      |
| 4  | 関田嘉七郎   | 1899年（明治32年）11月10日 | 1903年（明治36年）8月17日  |      |
| 5  | 影山彦平     | 1903年（明治36年）11月18日 | 1906年（明治39年）3月23日  |      |
| 6  | 新井庄三郎   | 1906年（明治39年）5月30日  | 1907年（明治40年）10月11日 |      |
| 7  | 阿由葉鎗三郎 | 1907年（明治40年）12月2日  | 1909年（明治42年）11月8日  |      |
| 8  | 阿由葉勝作   | 1909年（明治43年）3月16日  | 1917年（大正6年）1月24日   |      |
| 9  | 増沢作源次   | 1918年（大正7年）9月20日   | 1920年（大正9年）9月29日   |      |
| 10 | 増沢豊次郎   | 1920年（大正9年）10月11日  | 1924年（大正13年）3月9日   |      |
| 11 | 阿由葉勝作   | 1924年（大正13年）10月6日  | 1946年（昭和21年）12月11日 |      |
| 12 | 小野玄保     | 1947年（昭和22年）4月5日   | 1951年（昭和26年）4月4日   |      |
| 13 | 中島滝造     | 1951年（昭和26年）4月23日  | 1954年（昭和29年）10月31日 |      |

出典:『栃木県町村合併誌 第三巻上』, p. 261

## 関係著名人
- 阿由葉吟次郎（貴族院多額納税者議員）
- 阿由葉鎗三郎（衆議院議員）
- 阿由葉勝作（衆議院議員）